# Maria Pellegrina Amoretti
Maria Pellegrina Amoretti, född 12 maj 1756, död 12 november 1787, var en italiensk jurist. Hon har kallats den tredje av sitt kön som tagit examen i Italien, och den första italienska kvinna som tagit juristexamen.